# مايك ميلس
مايك ميلس (بالإنجليزية: Michael Edward "Mike" Mills) (و. 1958  م) هو عازف بيس، وعازف لوحة المفاتيح، وموسيقي، وكاتب أغاني، ومنتج أسطوانات، وعازف بيانو أمريكي، ولد في مقاطعة أورانج، يستخدم آلات غيتار البيس، وبيانو، وأورغن، وقيثارة، وهو عضوٌ في آر إي إم (يناير 1980–21 سبتمبر 2011).

## التعليم
تعلم في جامعة جورجيا.

## وصلات خارجية
- مايك ميلس على موقع IMDb (الإنجليزية)
- مايك ميلس على موقع الموسوعة البريطانية (الإنجليزية)
- مايك ميلس على موقع ميوزك برينز (الإنجليزية)
- مايك ميلس على موقع رولينغ ستون (الإنجليزية)
- مايك ميلس على موقع إن إن دي بي (الإنجليزية)
- مايك ميلس على موقع أول ميوزيك (الإنجليزية)
- مايك ميلس على موقع ديسكوغز (الإنجليزية)
- مايك ميلس على موقع قاعدة بيانات الفيلم (الإنجليزية)
- مايك ميلس في قاعدة بيانات الأفلام على الإنترنت